# Devers, Texas
Devers là một thành phố thuộc quận Liberty, tiểu bang Texas, Hoa Kỳ. Năm 2010, dân số của xã này là 447 người.

## Dân số
- Dân số năm 2000: 416 người.
- Dân số năm 2010: 447 người.